# The Studio Albums 1972-1979
| Recensione | Giudizio |
| ---------- | -------- |
| AllMusic   |          |

The Studio Albums 1972-1979 è una raccolta del gruppo musicale statunitense Eagles pubblicata nel 2013. È un box set contenente i loro primi sei album in studio.

## Tracce

### Disco 1:Eagles
1. Take It Easy – 3:32 (Jackson Browne, Glenn Frey)
2. Witchy Woman – 4:11 (Don Henley, Bernie Leadon)
3. Chug All Night – 3:16 (Glenn Frey)
4. Most of Us Are Sad – 3:35 (Glenn Frey)
5. Nightingale – 4:08 (Jackson Browne)
6. Train Leaves Here This Morning – 4:10 (Gene Clark, Bernie Leadon)
7. Take the Devil – 4:01 (Randy Meisner)
8. Earlybird – 3:00 (Bernie Leadon, Randy Meisner)
9. Peaceful Easy Feeling – 4:17 (Jack Tempchin)
10. Tryin' – 2:53 (Randy Meisner)

### Disco 2:Desperado
1. Doolin-Dalton – 3:29 (Jackson Browne, Glenn Frey, Don Henley, J.D. Souther)
2. Twenty-One – 2:10 (Bernie Leadon)
3. Out of Control – 3:05 (Glenn Frey, Don Henley, Tom Nixon)
4. Tequila Sunrise – 2:54 (Glenn Frey, Don Henley)
5. Desperado – 3:36 (Glenn Frey, Don Henley)
6. Certain Kind of Fool – 3:02 (Glenn Frey, Don Henley, Randy Meisner)
7. Doolin-Dalton – 0:47 (Jackson Browne, Glenn Frey, Don Henley, J.D. Souther)
8. Outlaw Man – 3:34 (David Blue)
9. Saturday Night – 3:20 (Glenn Frey, Don Henley, Bernie Leadon, Randy Meisner)
10. Bitter Creek – 5:03 (ernie Leadon)
11. Doolin-Dalton/Desperado (Reprise) – 4:50 (Jackson Browne, Glenn Frey, Don Henley, J.D. Souther)

### Disco 3:On the Border
1. Already Gone – 4:15 (ack Tempchin)
2. You Never Cry Like a Lover – 4:00 (Don Henley, J.D. Souther)
3. Midnight Flyer – 3:58 (Paul Craft)
4. My Man – 3:30 (Bernie Leadon)
5. On the Border – 4:23 (Glenn Frey, Don Henley, Bernie Leadon)
6. James Dean – 3:38 (Jackson Browne, Glenn Frey, Don Henley, J.D. Souther)
7. Ol '55 – 4:21 (Tom Waits)
8. Is It True – 3:14 (Randy Meisner)
9. Good Day in Hell – 4:26 (Glenn Frey, Don Henley)
10. The Best of My Love – 4:34 (Glenn Frey, Don Henley, J.D. Souther)

### Disco 4:One of These Nights
1. One of These Nights – 4:51 (Glenn Frey, Don Henley)
2. Too Many Hands – 4:40 (Don Felder, Randy Meisner)
3. Hollywood Waltz – 4:01 (Glenn Frey, Don Henley, Bernie Leadon, Tom Leadon)
4. Journey of the Sorcerer – 6:38 (Bernie Leadon)
5. Lyin' Eyes – 6:21 (Glenn Frey, Don Henley)
6. Take It to the Limit – 4:46 (Glenn Frey, Don Henley, Randy Meisner)
7. Visions – 3:58 (Don Felder, Don Henley)
8. After the Thrill Is Gone – 3:56 (Glenn Frey, Don Henley)
9. I Wish You Peace – 3:45 (Patti Davis, Bernie Leadon)

### Disco 5:Hotel California
1. Hotel California – 6:30 (Don Felder, Glenn Frey, Don Henley)
2. New Kid in Town – 5:03 (Glenn Frey, Don Henley, J.D. Souther)
3. Life in the Fast Lane – 4:46 (Glenn Frey, Don Henley, Joe Walsh)
4. Wasted Time – 4:56 (Glenn Frey, Don Henley)
5. Wasted Time (Reprise) – 1:23 (Glenn Frey, Don Henley, Jim Ed Norman)
6. Victim of Love – 4:09 (Don Felder, Glenn Frey, Don Henley, J.D. Souther)
7. Pretty Maids All in a Row – 3:58 (Joe Vitale, Joe Walsh)
8. Try and Love Again – 5:10 (Randy Meisner)
9. The Last Resort – 7:28 (Glenn Frey, Don Henley)

### Disco 6:The Long Run
1. The Long Run – 3:43 (Glenn Frey, Don Henley)
2. I Can't Tell You Why – 4:55 (Glenn Frey, Don Henley, Timothy B. Schmit)
3. In the City – 3:46 (Barry De Vorzon, Joe Walsh)
4. The Disco Strangler – 2:44 (Don Felder, Glenn Frey, Don Henley)
5. King of Hollywood – 6:28 (Glenn Frey, Don Henley)
6. Heartache Tonight – 4:26 (Glenn Frey, Don Henley, Bob Seger, J.D. Souther)
7. Those Shoes – 4:54 (Don Felder, Glenn Frey, Don Henley)
8. Teenage Jail – 3:44 (Glenn Frey, Don Henley, J.D. Souther)
9. The Greeks Don't Want No Freaks – 2:20 (Glenn Frey, Don Henley)
10. The Sad Café – 5:35 (Glenn Frey, Don Henley, J.D. Souther, Joe Walsh)

## Formazione
- Don Henley - batteria, voce
- Glenn Frey - chitarra, voce
- Randy Meisner - basso, voce
- Timothy B. Schmit - basso, voce
- Joe Walsh - chitarra, voce
- Don Felder - chitarra
- Bernie Leadon - chitarra, mandolino e banjo